# مقلس
مقلس بلدة سورية من بلدات منطقة وادي النصارى تقع إلى الغرب من محافظة حمص على سفح جبل الحلو وتبعد عن مدينة حمص 40 كم على طريق عام (حمص - شين - مشتى الحلو). وترتفع عن سطح البحر حوالي 800 م.

## معنى مقلس
مقلس كلمة قديمة تعني «مقلة الليث»

## طبيعة القرية
تتمتع القرية بطبيعة جميلة يزيد من رونقها غابات الصنوبر الكستناء وبساتين التفاح التي تنتشر حول القرية، ويساعد مناخها المعتدل صيفاً على جعلها مقصداً للسياح والمصطافين.

## احصائيات سكانية
يبلغ عدد سكان القرية/1050 نسمة/ وهي من القرى التي تكاد تخلوا تماماً من الأمية، وهناك مغتربين من أبناء القرية في الأمريكيتين وأوروبا إضافة إلى المغتربين في الخليج ولبنان.

## الاقتصاد
تشتهر القرية بزراعة أشجار التفاح وهي من الأصناف المرغوبة والجيدة إضافة إلى زراعة الزيتون، التين، العنب، الخوخ، الدراق، الجوز، الرمان.
وكما أن القرية فيها معمل لتصنيع خل التفاح الطبيعي وهو معمل «خل المختارة الذهبية»

## البنية التحتية
والقرية مخدمة ببنية تحتية جيدة من صرف صحي وكهرباء ومياه والطرق الرئيسية والزراعية
وهنالك مطعم وشقق فندقية "مطعم الوسام"، وكفتريا"العرزال" للمأكولات السريعة وبيتزا، ويوجد "ليلارجو" coffee shop" يقدم فيها الاراكيل وساندويش المسخن.

## روابط خارجية
- صفحة غير رسمية لبلدة مقلس على موقع التواصل الاجتماعي الفيس بوك